# Língua tiefo
Tiefo (Tyefo), também chamada quiefo (kiefo) e tieforo (tyeforo),  é uma língua nigero-congolesa, do subgrupo volta-congolês norte, gur. É falada, de acordo com as estimativas de 1995, por cerca de 12 000 a 15 000 pessoas em Burquina Fasso. Tem dois dialetos, o Numudara-Cumudara (já extinto) e Dramandugou-Niarafo, e é uma língua tonal.